# Péter Szijjártó
Péter Szijjártó (tiếng Hungary: [ˈpeːtɛr ˈsijjaːrtoː]) (sinh ngày 30 tháng 10 năm 1978) là chính khách người Hungary. Ngày 23 tháng 9 năm 2014, ông được bổ nhiệm làm Bộ trưởng Bộ Ngoại giao Hungary. Ông cũng từng giữ chức vụ làm Chủ tịch Ủy ban Bộ trưởng Hội đồng Châu Âu từ ngày 21 tháng 5 đến ngày 17 tháng 11 năm 2021.